# 1174
1174 (MCLXXIV) fue un año común comenzado en martes del calendario juliano.

## Acontecimientos
- 18 de enero - Alfonso II de Aragón se casa en la Seo de Zaragoza con Sancha de Castilla.
- Saladino conquista Damasco

## Fallecimientos
- 15 de mayo - Nur al-Din, gobernante de Siria.
- 11 de julio - Amalarico I, rey de Jerusalén.
- 17 de octubre - Petronila de Aragón, reina de Aragón.